# 60 г. пр.н.е.
60 (шестдесетта) година преди новата ера (пр.н.е.) е година от доюлианския (Помпилийски) римски календар.

## Събития

### В Римската република
- Консули на Римската република са Квинт Цецилий Метел Целер и Луций Афраний.
- Юли – със значителната подкрепа от страна на Марк Крас и Гней Помпей, Юлий Цезар е избран за консул за следващата година.[1]
- В седмиците след консулските избори между Цезар, Помпей и Крас окончателно е създаден Първият триумвират като неформално политическо съглашение.[1]

## Родени
- Луций Волузий Сатурнин (консул 12 пр.н.е.), римски политик (умрял 20 г.)
- Дионисий Халикарнаски, гръко-римски историк и писател (умрял 7 г. пр.н.е.)

## Починали
- Децим Юний Силан (консул 62 пр.н.е.), римски политик (роден ок. 107 г. пр.н.е.)
- Мамерк Емилий Лепид Ливиан, римски политик (роден ок. 120 г. пр.н.е.)
- Хиемпсал II, цар на масилите в Нумидия